# 維尤尼夫希納
50°25′11″N 26°18′12″E / 50.41972°N 26.30333°E
維尤尼夫希納（烏克蘭語：В'юнівщина），是烏克蘭西北部的村莊，隸屬里夫內州的里夫內區。該村面積2.23平方公里，海拔高度213米，2001年人口64，人口密度每平方公里28.7人。